# 1612 a tudományban
Az 1612. év a tudományban és a technikában.

## Csillagászat

### Határozott dátumú események
- december 28. – Galileo Galilei felfedezi a Neptunusz bolygót. (Galilei azonban csillagként regisztrálja a bolygót. Bolygóként csak 1846-ban ismerték fel a Neptunuszt.)

### Határozatlan dátumú események
- Az Androméda-galaxis első jellemzése, melyet Simon Marius tett teleszkópos megfigyeléseinek köszönhetően.

## Orvostudomány
- Santorio Sanctorius először használja az orvostudományban a hőmérőt.

## Születések
- William Gascoigne feltaláló (1644)

## Halálozások
- február 12. – Jodocus Hondius flamand művész, rézkarcoló és térképész; legismertebb munkái az amerikai kontinens és Európa térképe (* 1563)
- Christophorus Clavius német származású jezsuita csillagász és matematikus (* 1537)